# Minami (Sagamihara)
Minami (jap. 南区 Minami-ku; dosł. dzielnica południowa) – jedna z trzech dzielnic Sagamihary, miasta w prefekturze Kanagawa, w Japonii. Ma powierzchnię 38,11 km². W 2020 r. mieszkało w niej 281 512 osób, w 132 611 gospodarstwach domowych  (w 2010 r. 274 411 osób, w 120 208 gospodarstwach domowych).
Dzielnica została założona 1 kwietnia 2010 roku, kiedy to miasto Sagamihara zostało oznaczone rozporządzeniem rządowym. Położona jest we wschodniej części miasta.